# Apistogramma salpinction
Apistogramma salpinction är en fiskart som beskrevs av Kullander och Ferreira 2005. Apistogramma salpinction ingår i släktet Apistogramma och familjen Cichlidae. Inga underarter finns listade i Catalogue of Life.